# اکرا، هندوستان
اکرا، هندوستان (به انگلیسی: Achra, India) در هند است که در مهاراشترا واقع شده‌است.